# Tenis ziemny na Igrzyskach Ameryki Południowej 2014
Tenis ziemny na Igrzyskach Ameryki Południowej 2014 – turniej tenisowy, który był rozgrywany w dniach 10–16 marca 2014 roku podczas igrzysk Ameryki Południowej w Santiago. Tenisiści rywalizowali w pięciu konkurencjach: grze pojedynczej i podwójnej kobiet oraz mężczyzn, a także w grze mieszanej.

## Medaliści
Poczet medalistów zawodów tenisowych podczas Igrzysk Ameryki Południowej 2014.
| Konkurencja             | Złoty medal                    | Srebrny medal                            | Brązowy medal                          |
| Gra pojedyncza mężczyzn | Facundo Bagnis                 | Guido Andreozzi                          | Paul Capdeville                        |
| Gra pojedyncza kobiet   | Paula Cristina Gonçalves       | Verónica Cepede Royg                     | Bianca Botto                           |
| Gra podwójna mężczyzn   | Guido Andreozzi Facundo Bagnis | Nicolás Barrientos Carlos Salamanca      | Paul Capdeville Gonzalo Lama           |
| Gra podwójna kobiet     | Andrea Gámiz Adriana Pérez     | Verónica Cepede Royg Montserrat González | Paula Cristina Gonçalves Laura Pigossi |
| Gra mieszana            | David Souto Adriana Pérez      | Nicolás Jarry Camila Silva               | Jorge Aguilar Andrea Koch-Benvenuto    |

### Tabela medalowa
Klasyfikacja medalowa zawodów tenisowych podczas Igrzysk Ameryki Południowej 2014.
| Miejsce | Państwo   | Złoto | Srebro | Brąz | Razem |
| ------- | --------- | ----- | ------ | ---- | ----- |
| 1       | Argentyna | 2     | 1      | 0    | 3     |
| 2       | Wenezuela | 2     | 0      | 0    | 2     |
| 3       | Brazylia  | 1     | 0      | 1    | 2     |
| 4       | Paragwaj  | 0     | 2      | 0    | 2     |
| 5       | Chile     | 0     | 1      | 3    | 4     |
| 6       | Kolumbia  | 0     | 1      | 0    | 1     |
| 7       | Peru      | 0     | 0      | 1    | 1     |
|         | Razem     | 5     | 5      | 5    | 15    |